# St. Katharina (Lubomino)

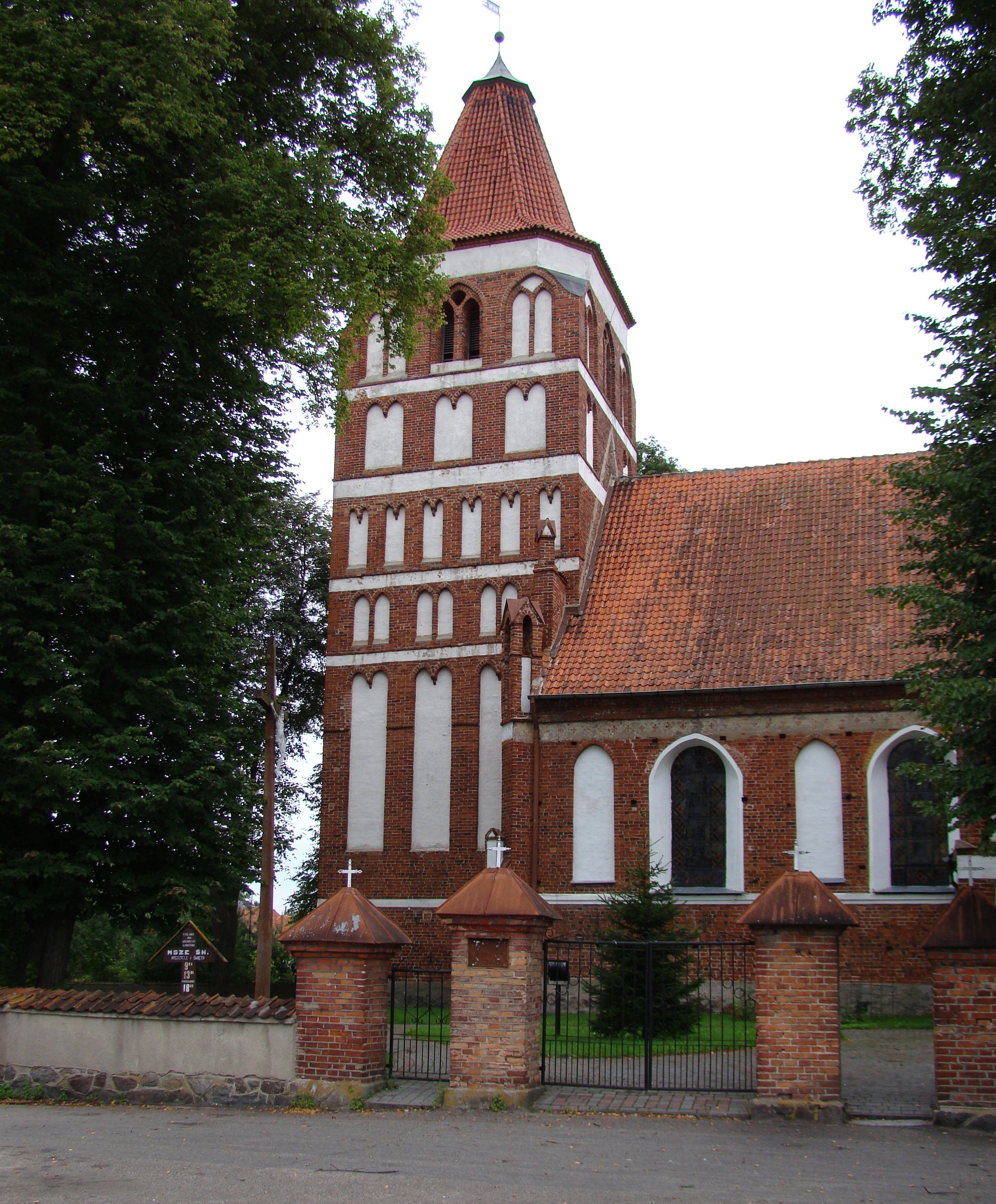
St. Katharina in Lubomino

Die römisch-katholische Pfarrkirche St. Katharina (polnisch św. Katarzyny) befindet sich in Lubomino (deutsch Arnsdorf) im Powiat Lidzbarski in der Woiwodschaft Ermland-Masuren in Polen, einer ehemals im Kreis Heilsberg in Ostpreußen gelegenen Ortschaft. Die Pfarrei gehört heute zum Erzbistum Ermland und zum Archipresbyterat Wormditt.

## Geschichte
Im Jahr 1308 verlieh Bischof Eberhard seinem Bruder Arnold 120 Hufen nach kulmischem Recht zur Gründung eines Dorfes. Die Pfarrkirche wird mit sechs Hufen dotiert. Zu dieser Zeit wurden wohl Kirche und Turm errichtet. Die durchgängige Verwendung von gekuppelten Blenden am Turm legt eine Datierung frühestens am Beginn des 15. Jahrhunderts nahe. Die oberen Turmgeschosse wurden möglicherweise in späteren Bauetappen errichtet. 1807 wurde die Kirche durch einen Brand beschädigt, jedoch zwischen 1810 und 1815 wiederhergestellt, wobei der Ostgiebel neu erbaut wurde.

## Bauwerk
Die Kirche ist ein unbewölbter Saalbau mit Strebepfeilern und einem westlich vorgelagerten Turm. Der Sockelbereich des Langhauses wurde aus Feldstein errichtet. Das aufgehende Mauerwerk besteht aus Backstein, auch an den Portalen finden sich profilierte Backsteine. Der Backsteinverband ist überwiegend gotisch, wobei am Turm stellenweise auch wendischer Verband verwendet wurde. Die Strebepfeiler sind aufwändig gestaltet. Über dem ersten Rücksprung der Strebepfeiler erhebt sich jeweils eine Fiale, und der Strebepfeilerabschluss erfolgt durch ein offenes Tabernakel. Die Seitenwände des Langhauses sind durch spitzbogige Fenster und Blenden im Süden gegliedert. Die Nordwand ist fensterlos und weist eine reine Blendengliederung auf. Die Ostseite hatte ursprünglich ein großes Mittelfenster, das heute vermauert ist. Die Kirche hat Portale im Westen, Süden und Norden. Die horizontale Gliederung des Gebäudes erfolgt durch einen vortretenden Sockel, ein Gurtgesims unterhalb der Fenster und ein eingetieftes Putzband. Die Sakristei an der Nordostseite ist ein schmuckloser Bau im gleichen Verband wie das Langhaus. Die Vorhalle an der Südseite wurde später hinzugefügt, wobei die Baufuge und das Vorhallendach die Blende des Langhauses verdecken. Der Turm steht im Verband mit dem Langhaus. Er besteht aus sechs ungleich hohen Geschossen, die durch eingetiefte Putzbänder voneinander getrennt sind. Das Gurtgesims des Langhauses setzt sich im unteren Bereich auch um den Turm fort. Im Westen des Turms befindet sich ein gestuftes und profiliertes spitzbogiges Portal, dessen oberer Teil über die Linie des Gurtgesims hinausragt und von diesem umfangen wird. Die Geschossgliederung des Turms erfolgt durch gekuppelte Spitzbogenblenden. Besonders bemerkenswert sind die Maßwerkritzungen in den Blenden, die noch bis 2002 in großem Umfang erhalten waren, aber mittlerweile übertüncht wurden. Der Turmabschluss ist als Achteck ausgeführt. 